# Garden Without Birds
Garden Without Birds (jap. 小鳥たちのいない花園, Kotori-tachi no inai hanazono) ist ein japanischer Kurzfilm von Akira Nobi.

## Handlung
Sechs Menschen verabreden sich zu einer Drogenparty. Die namenlosen Freunde sind ein Maler, der unter einer Blockade leidet, seit er einen toten Vogel gezeichnet hat, seine Freundin, ein Transvestit, dessen Freundin und ein S/M-Pärchen. Nach einer kurzen Aufwärmphase wird ein Glas mit Pillen herumgereicht. Die Party gerät aus den Fugen, als der Maler sich umbringt, indem er die Dusche mit Blut bemalt. Die Partygäste beginnen nun, sich gegenseitig umzubringen. Am Ende überlebt nur eine Frau, die sich eine letzte Pille nimmt und nun aus den Leichen der übrigen Partygäste Blumen wachsen sieht.

## Hintergrund
Der Film zeigt das aktuelle Geschehen in schwarzweiß, während Drogentrips und Erinnerungen der Partygäste in Farbe gezeigt werden. Für die Splattereffekte war Gō Suzuki verantwortlich.

## Veröffentlichung
Nach Angaben des Regisseurs wurde der Film im Dezember 1992 gedreht. Eine Kinopremiere fand im Kino Nakano Musashino Hall am 1. Februar 1997 gemeinsam mit Diamond Moon vom gleichen Regisseur statt.
Das holländische Label Shock (ehemals Japan Shock) veröffentlichte den Film erstmals 2010 im europäischen Raum. Es handelte sich dabei um die erste DVD-Veröffentlichung weltweit. Der Film wurde deutsch synchronisiert und ein Making-of sowie der Kurzfilm Diamond Moon beigefügt. Die deutschsprachige Veröffentlichung ist laut Coverangaben für den Verkauf in Österreich vorgesehen und wurde am 31. März 2010 in Deutschland indiziert.